# Beutong (Bakongan)
Beutong is een bestuurslaag in het regentschap Aceh Selatan van de provincie Atjeh, Indonesië. Beutong telt 214 inwoners (volkstelling 2010).